# 2010 au Danemark
| Années du Danemark : 2007 - 2008 - 2009 - 2010 - 2011 - 2012 - 2013    |
| Décennies du Danemark : 1980 - 1990 - 2000 - 2010 - 2020 - 2030 - 2040 |

Cet article traite des événements qui se sont produits durant l'année 2010 au Danemark.

## Gouvernements
- Monarque : Margrethe II

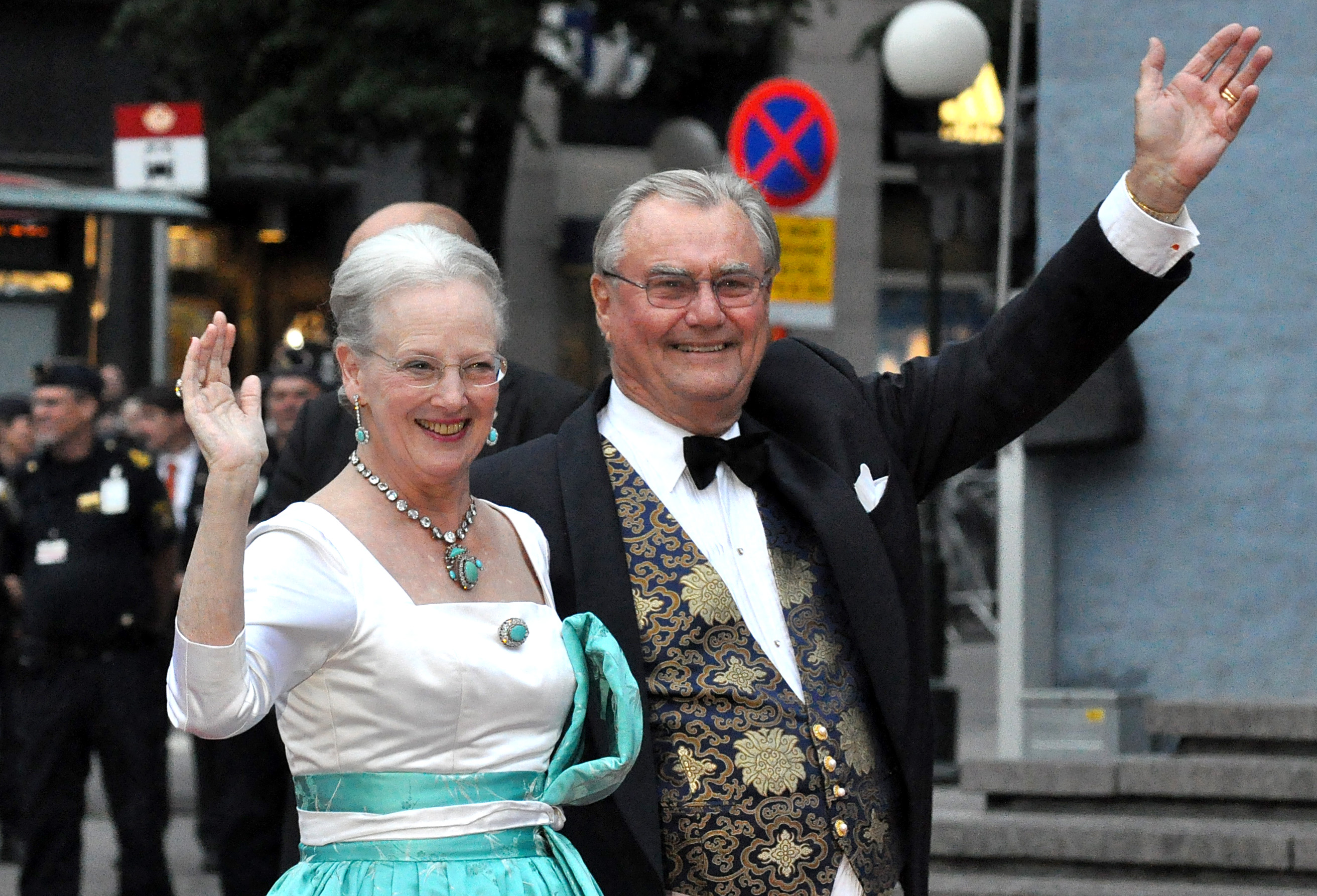
La reine Margrethe II et son consort, le prince Henri, en 2010

- Premier ministre : Lars Løkke Rasmussen

## Événements

### Mars 2010
- 29 mars : des ministres des pays arctiques, c'est-à-dire la Russie, le Danemark, la Norvège, le Canada et les États-Unis, se rencontrent à Chelsea au Québec afin de former une coopération de travail sur la région du pôle Nord[1]

### Avril 2010
- 15 avril : le ministère des Affaires étrangères décide de fermer ses ambassades en Jordanie, en Algérie, en Bosnie-Herzégovine et au Nicaragua ainsi que son consulat général à Hong Kong

### Juin 2010
- 25 juin : le Danemark perd contre le Japon lors de la Coupe du monde de football de 2010

## Annexe